# Terpandrus woodgeri
Terpandrus woodgeri är en insektsart som beskrevs av Rentz, D.C.F. 2001. Terpandrus woodgeri ingår i släktet Terpandrus och familjen vårtbitare. Inga underarter finns listade i Catalogue of Life.